# 조 앨윈
조 앨윈(Joe Alwyn, 영어 발음: /'ælwɪn/, 1991년 2월 21일 ~ )은 잉글랜드의 배우이다. 2016년 영화 《빌리 린의 롱 하프타임 워크》의 주인공 빌리 린 역으로 잘 알려져 있다.

## 사생활
2017년부터 6년간 테일러 스위프트와 사귀고 있었으나 2023년 4월 9일 두 사람이 공식 결별했다는 기사가 떴다.

## 출연 작품
- 빌리 린의 롱 하프타임 워크 (2016)
- 예감은 틀리지 않는다 (2017)
- 오퍼레이션 피날레 (2018)
- 더 페이버릿: 여왕의 여자 (2018) - 매셤 역
- 보이 이레이즈드 (2018)
- 메리, 퀸 오브 스코틀랜드 (2018)
- 해리엇 (2019) - 기디언 브로데스 역
- 미스 아메리카나 (2020)
- 수베니어: 파트 II (2021)
- 더 라스트 레터 (2021) - 로렌스 역
- 정오의 별 (2022)
- 카인즈 오브 카인드니스 (2024) - 수집품 감정사 역